# Брокета, Божо
Божо Брокета (сербохорв. Božo Broketa; 24 декабря 1922, Дубровник — 26 июля 1985, там же) — югославский футболист, игравший на позициях защитника, полузащитника и нападающего.

## Клубная карьера
Являлся воспитанником югославского клуба «ГОШК» из его родного города Дубровника. В годы Второй мировой войны Божо выступал за загребский клуб «Ускок». В июне 1945 года Брокета перешёл в стан «Хайдука» из Сплита. Первоначально Божо наигрывался на позицию вратаря, но позже окончательно перешёл в линию обороны на позицию левого защитника. Более десяти лет Божо выступал за «Хайдук», а связку защитников Любомира Кокезы и Божо Брокеты считали одной из сильнейшей в Югославии. Всего за «Хайдук» в различных турнирах Божо отыграл 493 матча и забил 70 мячей, Брокета трижды становился чемпионом Югославии в 1950, 1952 и 1955 году.
В августе 1957 года подписал контракт с нидерландским клубом «Лимбюргия» из Брюнсюма. 15 августа дебютировал в новой команде в товарищеском матче с «Шварц-Вайсом» и отметился забитым голом. В первом дивизионе Нидерландов дебютировал 7 сентября в матчe с РКХ, сыграв на позиции центрфорварда. В третьем туре открыл счёт своим голам в чемпионате, забив трижды в ворота «Ригтерсблека».
Летом 1958 года перешёл в амстердамский «Аякс». По данным издания De Volkskrant, сумма трансфера составила 10 тысяч гульденов. В чемпионате Нидерландов дебютировал 7 сентября 1958 года в матче против «Фортуны '54», сыграв на позиции правого полусреднего нападающего — встреча завершилась победой «Аякса» со счётом 2:0. В сентябре Брокета сыграл в трёх матчах, а затем выбыл из строя на месяц из-за травмы. В последний раз в основном составе сыграл 14 декабря, выйдя на замену в матче с «Рапидом». В том сезоне играл также за второй состав «Аякса». Летом 1959 года был выставлен клубом на трансфер.

## Карьера в сборной
В национальной сборной Югославии дебютировал 11 мая 1947 года в матче против сборной Чехословакии, который завершился поражением югославов со счётом 3:1. Спустя четыре месяца, 14 сентября 1947 года Божо принял участие в матче против сборной Албании, закончившемся гостевой победой Югославии с счётом 4:2. 27 июня 1948 года в Белграде состоялся ответный матч Балканского кубка между сборной Югославии и Албании, при 25 000 зрителях команды сыграли вничью 0:0, а Божо был заменён на 32-й минуте матча вместо Миомира Петровича. Но в итоге розыгрыш кубка Балкан не был доигран до конца.
Летом 1948 года Божо в составе олимпийской сборной Югославии отправился на Олимпийские игры в Лондон. На турнире Брокета не сыграл ни одного матча, но стал серебряным призёром олимпийских игр.
В июле 1950 года Брокета в составе сборной отправился на Чемпионат мира в Бразилию. В первом матче на турнире против сборной Швейцарии Божо участия не принял, он был в запасе, но и без него команда смогла победить швейцарцев со счётом 3:0. В двух оставшихся матчах Божо также не принял участие, а его сборная не смогла выйти из группы, хотя и заняла второе место.

## Личная жизнь
Отец — Петер Брокета, мать — Анна Брбора.
Женился в возрасте двадцати восьми лет — его супругой стала 22-летняя Анна Сарич, уроженка Сплита. Их брак был зарегистрирован 8 ноября 1951 года в Сплите.
Умер 26 июля 1985 года в Дубровнике в возрасте 62 лет.

## Достижения
«Хайдук» (Сплит)
- Чемпион Югославии (3): 1950, 1952, 1954/55.